# Багратиони-Давитишвили, Александр
Князь Александр Багратион-Давитишвили (груз. ალეკსანდრე ბაგრატიონ-დავითიშვილი; род. неизвестно, ум. 1955, Лондон, Великобритания) — начальник разведки Генерального Штаба Военного министерства Грузинской Демократической Республики, полковник. Из династии Багратионов.

## Происхождение

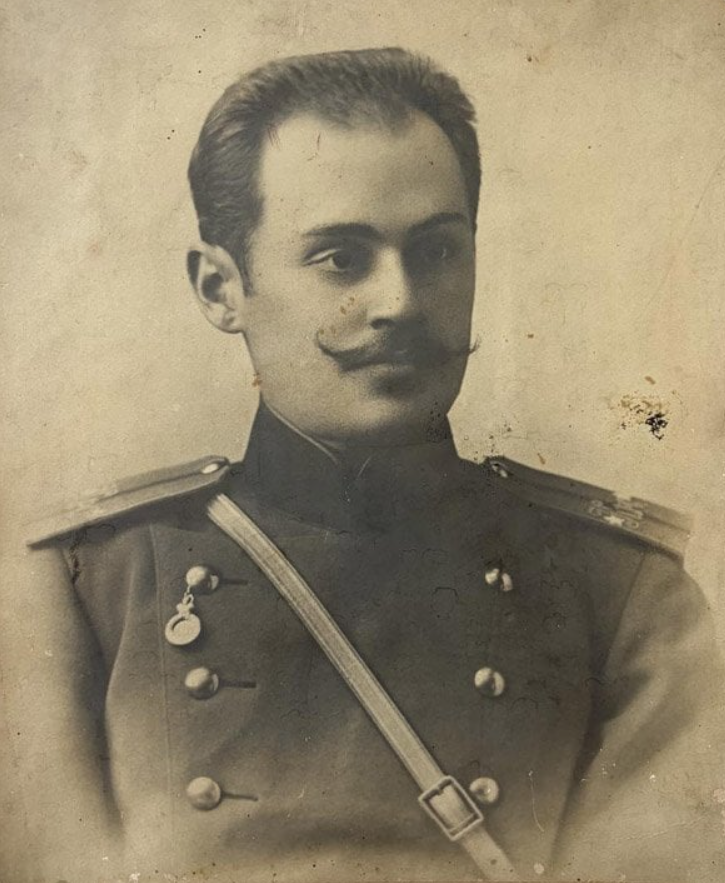
Князь Александр Багратион-Давитишвили. Карсский крепостной пехотный полк, ГДР

Из кахетинской ветви грузинского царского рода Багратионов, князей Багратиони-Давитишвили, прямой потомок последнего законного монарха единого Грузинского царства, Георгия VIII. Род Багратиони-Давитишвили был одним из высокопоставленных княжеских родов Картлийского Царства с собственным удельным княжеством — Садавитишвило, ликвидированным в 1801 году в связи с вхождением Картли-Кахетинского царства в состав Российской империи.

## Биография

Грузинская Демократическая Республика, 1920 год

По некоторым данным, родился в 1874 году.
Александр Багратион был одним из самых значимых фигур в период краткосрочной независимости Грузии. С 1918 года он создал и укрепил разведотдел Генерального штаба, а рассказы о так называемых «разведчиках Багратиона» часто упоминаются в секретных документах. Особенно активна была разведывательная сеть Северного Кавказа, и Багратион не жалел средств для ее развития.
Входил в близкое окружение Ноя Жордания, возглавлявшего правительство Грузинской демократической республики.
Известно, что в октябре 1918 года родственники Александра, князья Георгий (род. 1858 — ум. 1929) и Давид (род. 1863 — ум. 1922) Багратион-Давыдовы были арестованы, а затем ненадолго заключены в тюрьму по постановлению правительства Демократической республики Грузия по обвинению в монархическом заговоре, но вскоре были освобождены.
После советской оккупации Грузинской Демократической Республики в 1921 году Александр Багратион и высокопоставленные сотрудники грузинской разведки эмигрировали вместе с правительством, а их память и деятельность были забыты в результате жесточайшего советского террора, известного историографии как красный террор. Александр, как и другие преследуемые советской агентурой грузинские солдаты, присоединился к польской армии. Польские историки имеют ряд исследований и работ о Багратионе и ссыльных с ним солдатах.
Полковник скончался в 1955 году в Лондоне.

## Наследие
В 2019 году институт национальной памяти Польши под авторством профессора Варшавского университета грузинского происхождения Давида Колбая и картвелолога издал мемориальный альбом под названием «Под крыльями речи Посполитой — Грузинская эммиграция в Польшу 1921—1939», в котором было напечатано несколько фотографий, на которых изображен Александр Багратион.